# 波旁的瑪麗亞·梅塞德斯 (1880年—1904年)
瑪麗亞·梅塞德斯（西班牙語：María de las Mercedes，1880年9月11日—1904年10月17日），西班牙國王阿方索十二世的長女、阿方索十三世的姐姐，阿斯图里亚斯女亲王。

## 家庭
1901年，瑪麗亞·梅塞德斯與波旁-兩西西里的卡洛斯結婚。卡洛斯是兩西西里王國末代國王弗朗切斯科二世的姪子，屬於西班牙波旁王朝的兩西西里分支。兩人共有2子1女：
- 阿方索（1901年—1964年），卡拉布里亞公爵（英语：Duke of Calabria）
- 費爾南多（1903年—1905年），夭折
- 伊莎貝爾·阿爾芳莎（英语：Princess Isabel Alfonsa of Bourbon-Two Sicilies）（1904年—1985年）

瑪麗亞·梅塞德斯在生下女兒的隔天去世，年僅24歲。她去世後，長子阿方索成為西班牙的王位繼承人，直到阿方索十三世同名的長子於1907年出生為止。